# Petecki (przedsiębiorstwo)
PETECKI (w przekazie medialnym firma funkcjonuje jako Grupa PETECKI) – polskie przedsiębiorstwo specjalizujące się w produkcji stolarki otworowej, zajmuje się produkcją okien PVC i z aluminium, drzwi tarasowych przesuwnych HST oraz okien przesuwnych balkonowe.
Firma zatrudnia ponad 1000 osób i dysponuje czterema zakładami produkcyjnymi.
Firma jest jednym z największych polskich producentów i oferuje swe produkty na rynku polskim i w innych krajach Unii Europejskiej.
W skład Grupy wchodzą trzy podmioty: PETECKI ENTERPRISES Sp. z o.o., PETECKI Sp. z o.o. oraz PETECKI INVESTMENT Sp. z o.o., do których należą cztery zakłady produkcyjne o łącznej powierzchni hal przekraczającej 26 000 m². Zakłady produkcyjne mieszczą się w Łodzi, Łasku, Gostyninie oraz w Chrapczewie.

## Historia
Grupa PETECKI została założona w 1995 roku przez Edytę i Ignacego Peteckich. Od początku działalności koncentruje się na produkcji stolarki otworowej. Pierwszy zakład produkcyjny powstał w Łodzi i specjalizował się w produkcji okien PVC.
W kolejnych latach firma rozszerzała swoją infrastrukturę. W 2000 roku uruchomiono zakład w Łasku, w 2006 roku przejęto zakład w Gostyninie, a w 2010 roku zakład w Chrapczewie, przystosowując go do realizacji bardziej wymagających zamówień.
W 2004 roku firma otrzymała wyróżnienie Godło „Teraz Polska”. W 2015 Grupa PETECKI została wyróżniona tytułem „Zasłużony dla Polskiego Budownictwa” i „Orzeł Polskiego Budownictwa”. W 2023 roku firma została ujęta w rankingu Forum Firm Rodzinnych Forbesa, a w 2024 roku otrzymała wyróżnienie w rankingu „Diamenty Forbesa 2024”. Dwie spółki należące do Grupy PETECKI znalazły się również w zestawieniu Forum Firm Rodzinnych Forbesa.

## Rynki zagraniczne
Grupa PETECKI rozpoczęła działalność eksportową w 2003 roku, koncentrując się na rynkach europejskich, w tym w Niemczech, Francji, Włoszech i krajach skandynawskich. W 2012 roku firma rozszerzyła działalność na rynki Ameryki Północnej i Dalekiego Wschodu.
W 2024 roku zwiększono skalę działań w Ameryce Północnej, obejmując Stany Zjednoczone i Kanadę.

## Nagrody
- Godło „Teraz Polska”[16]
- Nagroda „Lider Polskiej Przedsiębiorczości”
- Wielokrotnie godło „Złoty Kask” Polskiej Izby Przemysłowo-Handlowej Budownictwa
- Nagroda Marszałka Województwa Łódzkiego
- Odznaka Honorowa za Zasługi dla Rozwoju Gospodarki Rzeczypospolitej Polskiej przyznane przez Ministerstwo ds. Gospodarki